# Voli spaziali con equipaggio umano dal 2000 al 2009
La seguente è una lista dettagliata dei voli spaziali con equipaggio umano dal 2000 al 2009. Sono inclusi tutti i voli che hanno raggiunto un'altitudine di almeno 100 km ossia la definizione della Federazione Aeronautica Internazionale di volo spaziale e i voli per i quali era prevista una quota di almeno 100 km ma che a causa di vari incidenti non l'hanno raggiunta.
- In rosso sono evidenziati gli incidenti che hanno provocato la perdita di vite umane.
- In giallo sono evidenziati i voli spaziali suborbitali (inclusi i voli che a causa di malfunzionamenti non hanno raggiunto la quota prevista).

| Sommario • Anni 1960 • Anni 1970 • Anni 1980 • Anni 1990 • Anni 2000 • Anni 2010 • Anni 2020                      |                                           |                                                    |                                                    |                                           | |
| Equipaggio | Lancio Velivolo                           | Stazione                                           | Stazione                                           | Rientro Velivolo                          | Breve descrizione della missione |
| 2000 |                                           |                                                    |                                                    |                                           | |
| Kevin Kregel Dominic Gorie Janet Kavandi Janice Voss Mamoru Mōri Gerhard Thiele                                   | 11 febbraio 2000 STS-99, Endeavour        | 11 febbraio 2000 STS-99, Endeavour                 | 22 febbraio 2000 STS-99, Endeavour                 | 22 febbraio 2000 STS-99, Endeavour        | Mappa topografica radar della superficie terrestre. |
| Sergej Zalëtin Aleksandr Kaleri                                                                                   | 4 aprile 2000 Sojuz TM-30                 | Mir                                                | Mir                                                | 16 giugno 2000 Sojuz TM-30                | Riparazioni alla stazione spaziale Mir. 39ª ed ultima missione Mir. |
| James Halsell Scott Horowitz Mary Weber Jeffrey Williams Susan Helms Jurij Usačëv                                 | 19 maggio 2000 STS-101, Atlantis          | ISS                                                | ISS                                                | 29 maggio 2000 STS-101, Atlantis          | Assemblaggio e rifornimento per la ISS. |
| Terrence Wilcutt Scott Altman Daniel Burbank Edward Lu Richard Mastracchio Jurij Malenčenko Boris Morukov         | 8 settembre 2000 STS-106, Atlantis        | ISS                                                | ISS                                                | 19 settembre 2000 STS-106, Atlantis       | Rifornimento per la ISS; preparazione per il primo equipaggio a lunga permanenza. |
| Brian Duffy Pamela Melroy Koichi Wakata Leroy Chiao Peter Wisoff Michael López-Alegría William McArthur           | 11 ottobre 2000 STS-92, Discovery         | ISS                                                | ISS                                                | 24 ottobre 2000 STS-92, Discovery         | Costruzione ed approntamento della ISS. 100ª missione del programma Space Shuttle. |
| William Shepherd Jurij Gidzenko Sergej Krikalëv                                                                   | 31 ottobre 2000 Sojuz TM-31               | ISS (1° equipaggio)                                | ISS (1° equipaggio)                                | 21 marzo 2001 STS-102, Discovery          | Lancio dell'equipaggio Expedition 1 nella ISS. |
| Brent Jett Michael Bloomfield Joseph Tanner Marc Garneau Carlos Noriega                                           | 30 novembre 2000 STS-97, Endeavour        | ISS                                                | ISS                                                | 11 dicembre 2000 STS-97, Endeavour        | Assemblaggio e rifornimento per la ISS; consegna del primo set di pannelli solari e batterie. |
| 2001 |                                           |                                                    |                                                    |                                           | |
| Kenneth Cockrell Mark Polansky Robert Curbeam Thomas Jones Marsha Ivins                                           | 7 febbraio 2001 STS-98, Atlantis          | ISS                                                | ISS                                                | 20 febbraio 2001 STS-98, Atlantis         | Assemblaggio e rifornimento della ISS; installazione del moduloDestiny. |
| James Wetherbee James Kelly Andrew Thomas Paul Richards                                                           | 8 marzo 2001 STS-102, Discovery           | ISS                                                | ISS                                                | 21 marzo 2001 STS-102, Discovery          | Cambio equipaggio sulla ISS, outfitting and resupply. |
| Jurij Usačëv James Voss Susan Helms                                                                               | 8 marzo 2001 STS-102, Discovery           | ISS (2° equipaggio)                                | ISS (2° equipaggio)                                | 22 agosto 2001 STS-105, Discovery         | Cambio equipaggio sulla ISS, outfitting and resupply. |
| Kent Rominger Jeffrey Ashby Chris Hadfield Scott Parazynski John Phillips Umberto Guidoni Jurij Lončakov          | 19 aprile 2001 STS-100, Endeavour         | ISS                                                | ISS                                                | 1º maggio 2001 STS-100, Endeavour         | Rifornimento ed assemblaggio della ISS: consegna del braccio meccanico Canadarm2. Primo canadese a compiere un'EVA Primo europeo a vivere sulla Stazione Spaziale.                                                          |
| Talğat Musabaev Jurij Baturin Dennis Tito                                                                         | 29 aprile 2001 Sojuz TM-32                | ISS                                                | ISS                                                | 5 maggio 2001 Sojuz TM-31                 | Primo turista spaziale (Tito). |
| Steven Lindsey Charles Hobaugh Michael Gernhardt James Reilly Janet Kavandi                                       | 12 luglio 2001 STS-104, Atlantis          | ISS                                                | ISS                                                | 24 luglio 2001 STS-104, Atlantis          | Assemblaggio e manutenzione della ISS: delivery of Quest Airlock |
| Scott Horowitz Frederick Sturckow Daniel Barry Patrick Forrester                                                  | 10 agosto 2001 STS-105, Discovery         | ISS                                                | ISS                                                | 22 agosto 2001 STS-105, Discovery         | Assemblaggio, rifornimento e cambio equipaggio sulla ISS. |
| Frank Culbertson Vladimir Dežurov Michail Tjurin                                                                  | 10 agosto 2001 STS-105, Discovery         | ISS (3° equipaggio)                                | ISS (3° equipaggio)                                | 17 dicembre 2001 STS-108, Endeavour       | Assemblaggio, rifornimento e cambio equipaggio sulla ISS. |
| Viktor Afanas'ev Konstantin Kozeev Claudie Haigneré                                                               | 21 ottobre 2001 Sojuz TM-33               | ISS                                                | ISS                                                | 31 ottobre 2001 Sojuz TM-32               | |
| Dominic Gorie Mark Kelly Linda Godwin Daniel Tani                                                                 | 5 dicembre 2001 STS-108, Endeavour        | ISS                                                | ISS                                                | 17 dicembre 2001 STS-108, Endeavour       | Assemblaggio, rifornimento e cambio equipaggio sulla ISS. |
| Jurij Onufrienko Carl Walz Daniel Bursch                                                                          | 5 dicembre 2001 STS-108, Endeavour        | ISS (4° equipaggio)                                | ISS (4° equipaggio)                                | 19 giugno 2002 STS-111, Endeavour         | Assemblaggio, rifornimento e cambio equipaggio sulla ISS. |
| 2002 |                                           |                                                    |                                                    |                                           | |
| Scott Altman Duane Carey John Grunsfeld Nancy Currie James Newman Richard Linnehan Michael Massimino              | 1º marzo 2002 STS-109, Columbia           | 1º marzo 2002 STS-109, Columbia                    | 12 marzo 2002 STS-109, Columbia                    | 12 marzo 2002 STS-109, Columbia           | Missione di servizio per il telescopio spaziale Hubble |
| Michael Bloomfield Stephen Frick Jerry Ross Steven Smith Ellen Ochoa Lee Morin Rex Walheim                        | 8 aprile 2002 STS-110, Atlantis           | ISS                                                | ISS                                                | 19 aprile 2002 STS-110, Atlantis          | Assemblaggio e rifornimento della ISS. |
| Jurij Gidzenko Roberto Vittori Mark Shuttleworth                                                                  | 25 aprile 2002 Sojuz TM-34                | ISS                                                | ISS                                                | 5 maggio 2002 Sojuz TM-33                 | Primo sudafricano nello spazio (Shuttleworth). Secondo turista spaziale (Shuttleworth). |
| Kenneth Cockrell Paul Lockhart Franklin Chang-Diaz Philippe Perrin                                                | 5 giugno 2002 STS-111, Endeavour          | ISS                                                | ISS                                                | 19 giugno 2002 STS-111, Endeavour         | Assemblaggio, rifornimento e cambio equipaggio sulla ISS. |
| Valerij Korzun Peggy Whitson Sergej Treščëv                                                                       | 5 giugno 2002 STS-111, Endeavour          | ISS (5° equipaggio)                                | ISS (5° equipaggio)                                | 7 dicembre 2002 STS-113, Endeavour        | Assemblaggio, rifornimento e cambio equipaggio sulla ISS. |
| Jeffrey Ashby Pamela Melroy David Wolf Piers Sellers Sandra Magnus Fëdor Jurčichin                                | 7 ottobre 2002 STS-112, Atlantis          | ISS                                                | ISS                                                | 18 ottobre 2002 STS-112, Atlantis         | Assemblaggio, manutenzione e rifornimento della ISS. |
| Sergej Zalëtin Jurij Lončakov Frank De Winne                                                                      | 29 ottobre 2002 Sojuz TMA-1               | ISS                                                | ISS                                                | 10 novembre 2002 Sojuz TM-34              | |
| James Wetherbee Paul Lockhart Michael López-Alegría John Herrington                                               | 23 novembre 2002 STS-113, Endeavour       | ISS                                                | ISS                                                | 7 dicembre 2002 STS-113, Endeavour        | Assemblaggio, rifornimento e cambio equipaggio sulla ISS. Primo nativo americano nello spazio (Herrington). |
| Nikolaj Budarin Kenneth Bowersox Donald Pettit                                                                    | 23 novembre 2002 STS-113, Endeavour       | ISS (6° equipaggio)                                | ISS (6° equipaggio)                                | 4 maggio 2003 Sojuz TMA-1                 | Assemblaggio, rifornimento e cambio equipaggio sulla ISS. Primo nativo americano nello spazio (Herrington). |
| 2003 |                                           |                                                    |                                                    |                                           | |
| Rick Husband William McCool Michael Anderson Kalpana Chawla David Brown Laurel Clark Ilan Ramon                   | 16 gennaio 2003 STS-107, Columbia         | 16 gennaio 2003 STS-107, Columbia                  | 1º febbraio 2003 STS-107, Columbia                 | 1º febbraio 2003 STS-107, Columbia        | Primo israeliano nello spazio (Ramon). Ricerche su scienze della terra e microgravità. Distrutto durante la fase di rientro, tutti e 7 i membri dell'equipaggio persero la vita nell'incidente.                             |
| Jurij Malenčenko Edward Lu                                                                                        | 25 aprile 2003 Sojuz TMA-2                | ISS (7° equipaggio)                                | ISS (7° equipaggio)                                | 27 ottobre 2003 Sojuz TMA-2               | Cambio equipaggio sulla ISS. |
| Yáng Lìwěi | 15 ottobre 2003 Shenzhou 5                | 15 ottobre 2003 Shenzhou 5                         | 15 ottobre 2003 Shenzhou 5                         | 15 ottobre 2003 Shenzhou 5                | Primo volo spaziale con equipaggio cinese. |
| Pedro Duque | 18 ottobre 2003 Sojuz TMA-3               | ISS                                                | ISS                                                | 27 ottobre 2003 Sojuz TMA-2               | Cambio equipaggio sulla ISS. |
| Michael Foale Aleksandr Kaleri                                                                                    | 18 ottobre 2003 Sojuz TMA-3               | ISS (8° equipaggio)                                | ISS (8° equipaggio)                                | 29 aprile 2004 Sojuz TMA-3                | Cambio equipaggio sulla ISS. |
| 2004 |                                           |                                                    |                                                    |                                           | |
| André Kuipers | 19 aprile 2004 Sojuz TMA-4                | ISS                                                | ISS                                                | 29 aprile 2004 Sojuz TMA-3                | Cambio equipaggio sulla ISS. |
| Michael Fincke Gennadij Padalka                                                                                   | 19 aprile 2004 Sojuz TMA-4                | ISS (9° equipaggio)                                | ISS (9° equipaggio)                                | 24 ottobre, 2004 Sojuz TMA-4              | Cambio equipaggio sulla ISS. |
| Mike Melvill | 21 giugno 2004 SpaceShipOne flight 15P    | 21 giugno 2004 SpaceShipOne flight 15P             | 21 giugno 2004 SpaceShipOne flight 15P             | 21 giugno 2004 SpaceShipOne flight 15P    | Primo volo spaziale privato. |
| Mike Melvill | 29 settembre 2004 SpaceShipOne flight 16P | 29 settembre 2004 SpaceShipOne flight 16P          | 29 settembre 2004 SpaceShipOne flight 16P          | 29 settembre 2004 SpaceShipOne flight 16P | Ansari X Prize volo #1. |
| Brian Binnie | 4 ottobre 2004 SpaceShipOne flight 17P    | 4 ottobre 2004 SpaceShipOne flight 17P             | 4 ottobre 2004 SpaceShipOne flight 17P             | 4 ottobre 2004 SpaceShipOne flight 17P    | Ansari X Prize volo #2, vince il premio. |
| Jurij Šargin | 14 ottobre 2004 Sojuz TMA-5               | ISS                                                | ISS                                                | 24 ottobre 2004 Sojuz TMA-4               | Cambio equipaggio sulla ISS. |
| Saližan Šaripov Leroy Chiao                                                                                       | 14 ottobre 2004 Sojuz TMA-5               | ISS (10° equipaggio)                               | ISS (10° equipaggio)                               | 24 aprile 2005 Sojuz TMA-5                | Cambio equipaggio sulla ISS. |
| 2005 |                                           |                                                    |                                                    |                                           | |
| Roberto Vittori                                                                                                   | 15 aprile 2005 Sojuz TMA-6                | ISS                                                | ISS                                                | 24 aprile 2005 Sojuz TMA-5                | Cambio equipaggio sulla ISS. |
| Sergej Krikalëv John Phillips                                                                                     | 15 aprile 2005 Sojuz TMA-6                | ISS (11° equipaggio)                               | ISS (11° equipaggio)                               | 11 ottobre 2005 Sojuz TMA-6               | Cambio equipaggio sulla ISS. |
| Eileen Collins James Kelly Soichi Noguchi Stephen Robinson Andrew Thomas Wendy Lawrence Charles Camarda           | 26 luglio 2005 STS-114, Discovery         | ISS                                                | ISS                                                | 9 agosto 2005 STS-114, Discovery          | Prima missione Space Shuttle dopo l'incidente del Columbia. Assemblaggio e rifornimento della ISS. |
| Gregory Olsen | 1º ottobre 2005 Sojuz TMA-7               | ISS                                                | ISS                                                | 11 ottobre 2005 Sojuz TMA-6               | Terzo turista spaziale (Olsen). Cambio equipaggio sulla ISS. |
| Valerij Tokarev William McArthur                                                                                  | 1º ottobre 2005 Sojuz TMA-7               | ISS (12° equipaggio)                               | ISS (12° equipaggio)                               | 8 aprile 2006 Sojuz TMA-7                 | Terzo turista spaziale (Olsen). Cambio equipaggio sulla ISS. |
| Fèi Jùnlóng Niè Hǎishèng                                                                                          | 12 ottobre 2005 Shenzhou 6                | 12 ottobre 2005 Shenzhou 6                         | 16 ottobre 2005 Shenzhou 6                         | 16 ottobre 2005 Shenzhou 6                | Secondo volo spaziale cinese con equipaggio . |
| 2006 |                                           |                                                    |                                                    |                                           | |
| Marcos Pontes | 30 marzo 2006 Sojuz TMA-8                 | ISS                                                | ISS                                                | 8 aprile 2006 Sojuz TMA-7                 | Primo brasiliano nello spazio (Pontes). Cambio equipaggio sulla ISS. |
| Pavel Vinogradov Jeffrey Williams                                                                                 | 30 marzo 2006 Sojuz TMA-8                 | ISS (13° equipaggio)                               | ISS (13° equipaggio)                               | 29 settembre 2006 Sojuz TMA-8             | Primo brasiliano nello spazio (Pontes). Cambio equipaggio sulla ISS. |
| Steven Lindsey Mark Kelly Michael Fossum Piers Sellers Lisa Nowak Stephanie Wilson                                | 4 luglio 2006 STS-121, Discovery          | ISS                                                | ISS                                                | 17 luglio 2006 STS-121, Discovery         | Rifornimento e cambio equipaggio sulla ISS Test dei sistemi di sicurezza e riparazione. Prima missione di lunga durata sull'ISS di un astronauta ESA (Reiter).                                                              |
| Thomas Reiter | 4 luglio 2006 STS-121, Discovery          | ISS (13° e 14° equipaggio)                         | ISS (13° e 14° equipaggio)                         | 22 dicembre 2006 STS-116, Discovery       | Rifornimento e cambio equipaggio sulla ISS Test dei sistemi di sicurezza e riparazione. Prima missione di lunga durata sull'ISS di un astronauta ESA (Reiter).                                                              |
| Brent Jett Christopher Ferguson Joseph Tanner Daniel Burbank Heidemarie Stefanyshyn-Piper Steven MacLean          | 9 settembre 2006 STS-115, Atlantis        | ISS                                                | ISS                                                | 21 settembre 2006 STS-115, Atlantis       | Primo canadese a operare con il Canadarm2. Viene consegnato e assemblato il secondo modulo di pannelli solari e batterie.                                                                                                   |
| / Anousheh Ansari                                                                                                 | 18 settembre 2006 Sojuz TMA-9             | ISS                                                | ISS                                                | 29 settembre 2006 Sojuz TMA-8             | Prima iraniana nello spazio (Ansari). Prima donna turista spaziale (Ansari). Cambio di equipaggio della ISS. |
| Michail Tjurin Michael López-Alegría                                                                              | 18 settembre 2006 Sojuz TMA-9             | ISS (14° equipaggio)                               | ISS (14° equipaggio)                               | 21 aprile 2007 Sojuz TMA-9                | Prima iraniana nello spazio (Ansari). Prima donna turista spaziale (Ansari). Cambio di equipaggio della ISS. |
| Mark Polansky William Oefelein Robert Curbeam Christer Fuglesang Joan Higginbotham Nicholas Patrick               | 10 dicembre 2006 STS-116, Discovery       | ISS                                                | ISS                                                | 22 dicembre 2006 STS-116, Discovery       | Primo svedese nello spazio (Fuglesang). Cambio di equipaggio ed assemblaggio della ISS. |
| Sunita Williams                                                                                                   | 10 dicembre 2006 STS-116, Discovery       | ISS (14° e 15° equipaggio)                         | ISS (14° e 15° equipaggio)                         | 22 giugno 2007 STS-117, Atlantis          | Primo svedese nello spazio (Fuglesang). Cambio di equipaggio ed assemblaggio della ISS. |
| 2007 |                                           |                                                    |                                                    |                                           | |
| / Charles Simonyi                                                                                                 | 7 aprile 2007 Sojuz TMA-10                | ISS                                                | ISS                                                | 21 aprile 2007 Sojuz TMA-9                | Portato in orbita un turista spaziale (Simonyi). Cambio di equipaggio sulla ISS. |
| Oleg Kotov Fëdor Jurčichin                                                                                        | 7 aprile 2007 Sojuz TMA-10                | ISS (15° equipaggio)                               | ISS (15° equipaggio)                               | 21 ottobre 2007 Sojuz TMA-10              | Portato in orbita un turista spaziale (Simonyi). Cambio di equipaggio sulla ISS. |
| Frederick Sturckow Lee Archambault Patrick Forrester Steven Swanson John Olivas James Reilly                      | 8 giugno 2007 STS-117, Atlantis           | ISS                                                | ISS                                                | 22 giugno 2007 STS-117, Atlantis          | Cambio di equipaggio sulla ISS e assemblaggio |
| Clayton Anderson                                                                                                  | 8 giugno 2007 STS-117, Atlantis           | ISS (15° equipaggio)                               | ISS (15° equipaggio)                               | 7 novembre 2007 STS-120, Discovery        | Cambio di equipaggio sulla ISS e assemblaggio |
| Scott Kelly Charles Hobaugh Tracy Caldwell Dyson Richard Mastracchio Dafydd Williams Barbara Morgan Benjamin Drew | 8 agosto 2007 STS-118, Endeavour          | ISS                                                | ISS                                                | 21 agosto 2007 STS-118, Endeavour         | Assemblaggio ISS |
| Sheikh Muszaphar Shukor                                                                                           | 10 ottobre 2007 Sojuz TMA-11              | ISS                                                | ISS                                                | 21 ottobre 2007 Sojuz TMA-10              | Cambio di equipaggio della ISS. Primo malaysiano nello spazio (Shukor) |
| Jurij Malenčenko Peggy Whitson                                                                                    | 10 ottobre 2007 Sojuz TMA-11              | ISS (16° equipaggio)                               | ISS (16° equipaggio)                               | 19 aprile 2008 Sojuz TMA-11               | Cambio di equipaggio della ISS. Primo malaysiano nello spazio (Shukor) |
| Pamela Melroy George Zamka Scott Parazynski Stephanie Wilson Douglas Wheelock Paolo Nespoli                       | 23 ottobre 2007 STS-120, Discovery        | ISS                                                | ISS                                                | 7 novembre 2007 STS-120, Discovery        | Cambio di equipaggio e installazione del nodo 2 denominato Harmony Prima volta che due donne (Melroy sul Discovery e Whitson sulla ISS) si trovano contemporaneamente al comando.                                           |
| Daniel Tani | 23 ottobre 2007 STS-120, Discovery        | ISS (16° equipaggio)                               | ISS (16° equipaggio)                               | 20 febbraio 2008 STS-122, Atlantis        | Cambio di equipaggio e installazione del nodo 2 denominato Harmony Prima volta che due donne (Melroy sul Discovery e Whitson sulla ISS) si trovano contemporaneamente al comando.                                           |
| 2008 |                                           |                                                    |                                                    |                                           | |
| Stephen Frick Alan Poindexter Leland Melvin Rex Walheim Hans Schlegel Stanley Love                                | 7 febbraio 2008 STS-122, Atlantis         | ISS                                                | ISS                                                | 20 febbraio 2008 STS-122, Atlantis        | Rotazione equipaggio ISS, installazione modulo Columbus |
| Léopold Eyharts                                                                                                   | 7 febbraio 2008 STS-122, Atlantis         | ISS (16° equipaggio)                               | ISS (16° equipaggio)                               | 26 marzo 2008 STS-123, Endeavour          | Rotazione equipaggio ISS, installazione modulo Columbus |
| Dominic Gorie Gregory Johnson Robert Behnken Michael Foreman Richard Linnehan Takao Doi                           | 11 marzo 2008 STS-123, Endeavour          | ISS                                                | ISS                                                | 26 marzo 2008 STS-123, Endeavour          | Rotazione equipaggio ISS, installazione componente ELM-PS del Japanese Experiment Module e del braccio robotico Dextre |
| Garrett Reisman                                                                                                   | 11 marzo 2008 STS-123, Endeavour          | ISS (16° equipaggio/17° equipaggio)                | ISS (16° equipaggio/17° equipaggio)                | 14 giugno 2008 STS-124, Discovery         | Rotazione equipaggio ISS, installazione componente ELM-PS del Japanese Experiment Module e del braccio robotico Dextre |
| Yi So-yeon | 8 aprile 2008 Sojuz TMA-12                | ISS                                                | ISS                                                | 19 aprile 2008 Sojuz TMA-11               | Cambio di equipaggio della ISS. Prima sudcoreana nello spazio (Yi) Primo astronauta di seconda generazione (Volkov) in quanto figlio del cosmonauta Aleksandr Volkov                                                        |
| Oleg Kononenko Sergej Volkov                                                                                      | 8 aprile 2008 Sojuz TMA-12                | ISS (17° equipaggio)                               | ISS (17° equipaggio)                               | 24 ottobre 2008 Sojuz TMA-12              | Cambio di equipaggio della ISS. Prima sudcoreana nello spazio (Yi) Primo astronauta di seconda generazione (Volkov) in quanto figlio del cosmonauta Aleksandr Volkov                                                        |
| Mark Kelly Kenneth Ham Karen Nyberg Ronald Garan Michael Fossum Akihiko Hoshide                                   | 31 maggio 2008 STS-124, Discovery         | ISS                                                | ISS                                                | 14 giugno 2008 STS-124, Discovery         | Rotazione equipaggio ISS, proseguimento nell'assemblaggio del Japanese Experiment Module, con l'aggiunta del Pressurized Module e del Remote Manipulator System. Primo americano di origine russa nello spazio (Chamitoff). |
| Gregory Chamitoff                                                                                                 | 31 maggio 2008 STS-124, Discovery         | ISS (17° equipaggio/18° equipaggio)                | ISS (17° equipaggio/18° equipaggio)                | 30 novembre 2008 STS-126, Endeavour       | Rotazione equipaggio ISS, proseguimento nell'assemblaggio del Japanese Experiment Module, con l'aggiunta del Pressurized Module e del Remote Manipulator System. Primo americano di origine russa nello spazio (Chamitoff). |
| Zhai Zhigang Liu Boming Jing Haipeng                                                                              | 25 settembre 2008 Shenzhou 7              | 25 settembre 2008 Shenzhou 7                       | 28 settembre 2008 Shenzhou 7                       | 28 settembre 2008 Shenzhou 7              | Terzo volo spaziale cinese con equipaggio. Prima attività extraveicolare del programma spaziale cinese. Lancio di un satellite miniaturizzato.                                                                              |
| Richard Garriott                                                                                                  | 12 ottobre 2008 Sojuz TMA-13              | ISS                                                | ISS                                                | 24 ottobre 2008 Sojuz TMA-12              | Cambio di equipaggio della ISS. |
| Jurij Lončakov Michael Fincke                                                                                     | 12 ottobre 2008 Sojuz TMA-13              | ISS (18° equipaggio)                               | ISS (18° equipaggio)                               | 8 aprile 2009 Sojuz TMA-13                | Cambio di equipaggio della ISS. |
| Christopher Ferguson Eric Boe Donald Pettit Stephen Bowen Heidemarie Stefanyshyn-Piper Robert Kimbrough           | 14 novembre 2008 STS-126, Endeavour       | ISS                                                | ISS                                                | 30 novembre 2008 STS-126, Endeavour       | Rotazione equipaggio ISS, rifornimento della Stazione Spaziale Internazionale tramite il Multi-Purpose Logistics Module Leonardo e manutenzione dei Solar Alpha Rotary Joint (SARJ)                                         |
| Sandra Magnus | 14 novembre 2008 STS-126, Endeavour       | ISS (18° equipaggio)                               | ISS (18° equipaggio)                               | 28 marzo 2009 STS-119, Discovery          | Rotazione equipaggio ISS, rifornimento della Stazione Spaziale Internazionale tramite il Multi-Purpose Logistics Module Leonardo e manutenzione dei Solar Alpha Rotary Joint (SARJ)                                         |
| 2009 |                                           |                                                    |                                                    |                                           | |
| Lee Archambault Dominic Antonelli Joseph Acaba Steven Swanson Richard Arnold John Phillips                        | 15 marzo 2009 STS-119, Discovery          | ISS                                                | ISS                                                | 28 marzo 2009 STS-119, Discovery          | Assemblaggio del segmento S6 e rotazione dell'equipaggio. Primo portoricano nello spazio (Acaba). |
| Koichi Wakata | 15 marzo 2009 STS-119, Discovery          | ISS (18° equipaggio/19° equipaggio/20° equipaggio) | ISS (18° equipaggio/19° equipaggio/20° equipaggio) | 31 luglio STS-127, Endeavour              | Assemblaggio del segmento S6 e rotazione dell'equipaggio. Primo portoricano nello spazio (Acaba). |
| / Charles Simonyi                                                                                                 | 26 marzo 2009 Sojuz TMA-14                | ISS                                                | ISS                                                | 8 aprile 2009 Sojuz TMA-13                | Cambio di equipaggio della ISS. Primo turista spaziale ad effettuare il suo secondo viaggio nello spazio (Simonyi). |
| Gennadij Padalka Michael Barratt                                                                                  | 26 marzo 2009 Sojuz TMA-14                | ISS (19° equipaggio/20° equipaggio)                | ISS (19° equipaggio/20° equipaggio)                | 11 ottobre 2009 Sojuz TMA-14              | Cambio di equipaggio della ISS. Primo turista spaziale ad effettuare il suo secondo viaggio nello spazio (Simonyi). |
| Scott Altman Gregory Johnson John Grunsfeld Michael Massimino Megan McArthur Andrew Feustel Michael Good          | 11 maggio 2009 STS-125, Atlantis          | 11 maggio 2009 STS-125, Atlantis                   | 24 maggio 2009 STS-125, Atlantis                   | 24 maggio 2009 STS-125, Atlantis          | Quarta missione di servizio per il telescopio spaziale Hubble |
| Roman Romanenko Frank De Winne Robert Thirsk                                                                      | 27 maggio 2009 Sojuz TMA-15               | ISS (20° equipaggio/21° equipaggio)                | ISS (20° equipaggio/21° equipaggio)                | 1º dicembre 2009 Sojuz TMA-15             | Trasporto equipaggio della ISS. Expedition 20 primo equipaggio della ISS composto da sei membri e da appartenenti a cinque diverse agenzie spaziali.                                                                        |
| Mark Polansky Douglas Hurley Christopher Cassidy Thomas Marshburn David Wolf Julie Payette                        | 15 luglio 2009 STS-127, Endeavour         | ISS                                                | ISS                                                | 31 luglio STS-127, Endeavour              | Installazione degli ultimi due componenti del laboratorio Kibo e rotazione dell'equipaggio. |
| Timothy Kopra | 15 luglio 2009 STS-127, Endeavour         | ISS (20° equipaggio)                               | ISS (20° equipaggio)                               | 12 settembre 2009 STS-128, Discovery      | Installazione degli ultimi due componenti del laboratorio Kibo e rotazione dell'equipaggio. |
| Frederick Sturckow Kevin Ford Patrick Forrester José Hernández Christer Fuglesang John Olivas                     | 29 agosto 2009 STS-128, Discovery         | ISS                                                | ISS                                                | 12 settembre 2009 STS-128, Discovery      | Rifornimento della stazione spaziale e rotazione dell'equipaggio. |
| Nicole Stott | 29 agosto 2009 STS-128, Discovery         | ISS (20° equipaggio/21° equipaggio)                | ISS (20° equipaggio/21° equipaggio)                | 27 novembre 2009 STS-129, Atlantis        | Rifornimento della stazione spaziale e rotazione dell'equipaggio. |
| Guy Laliberté | 30 settembre 2009 Sojuz TMA-16            | ISS                                                | ISS                                                | 11 ottobre 2009 Sojuz TMA-14              | Cambio di equipaggio della ISS. |
| Maksim Suraev Jeffrey Williams                                                                                    | 30 settembre 2009 Sojuz TMA-16            | ISS (21° equipaggio/22° equipaggio)                | ISS (21° equipaggio/22° equipaggio)                | 18 marzo 2010 Sojuz TMA-16                | Cambio di equipaggio della ISS. |
| Charles Hobaugh Barry Wilmore Michael Foreman Randolph Bresnik Leland Melvin Robert Satcher                       | 16 novembre 2009 STS-129, Atlantis        | ISS                                                | ISS                                                | 27 novembre 2009 STS-129, Atlantis        | Trasporto di due Express Logistics Carrier. Rientro di un membro dell'equipaggio della ISS. |
| Oleg Kotov Timothy Creamer Soichi Noguchi                                                                         | 21 dicembre 2009 Sojuz TMA-17             | ISS (22° equipaggio)                               | ISS (22° equipaggio)                               | 2 giugno 2010 Sojuz TMA-17                | Trasporto equipaggio della ISS. |
| Sommario • Anni 1960 • Anni 1970 • Anni 1980 • Anni 1990 • Anni 2000 • Anni 2010 • Anni 2020                      |                                           |                                                    |                                                    |                                           | |